# París-Tours 2000
La París-Tours 2000 fou la 94a edició de la clàssica París-Tours. Es disputà el 8 d'octubre de 2000 i el vencedor final fou l'italià Andrea Tafi de l'equip Mapei-QuickStep.
Va ser la novena cursa de la Copa del Món de ciclisme de 2000.

## Classificació general
|    | Ciclista            | Equip            | Temps      |
| -- | ------------------- | ---------------- | ---------- |
| 1  | Andrea Tafi         | Mapei-Quick Step | 6h 38' 14" |
| 2  | Andrei Txmil        | Lotto-Adecco     | a 39"      |
| 3  | Daniele Nardello    | Mapei-Quick Step | m. t.      |
| 4  | Paolo Bettini       | Mapei-Quick Step | a 1'36"    |
| 5  | Gorazd Štangelj     | Liquigas-Pata    | a 1'39"    |
| 6  | Rik Verbrugghe      | Lotto-Adecco     | m. t.      |
| 7  | Zbigniew Spruch     | Lampre-Daikin    | m. t.      |
| 8  | Rolf Sørensen       | Rabobank         | a 2'00"    |
| 9  | Jaan Kirsipuu       | AG2R Prévoyance  | a 2'05"    |
| 10 | Alessandro Petacchi | Fassa Bortolo    | m. t.      |